# Wizja św. Bernarda (obraz Michaela Willmanna)
Wizja św. Bernarda (Lactatio Bernardi) – obraz śląskiego malarza barokowego Michaela Willmanna pochodzący z kościoła klasztornego w Lubiążu, obecnie w kościele parafialnym pw. Najświętszego Zbawiciela w Warszawie (w bocznej kaplicy Matki Boskiej).
Obraz pochodzi z kościoła klasztornego w Lubiążu. Pierwotnie umieszczony był w dolnej części ołtarza św. Bernarda w obejściu prezbiterium (w zamknięciu ciągu nawy bocznej). Ołtarz wieńczył owalny obraz Gołębica Ducha Świętego. Po obu stronach kolumn, z boku obrazu, ustawiono cztery figury Ojców Kościoła: św. Ambrożego, św. Grzegorza Wielkiego, św. Hieronima i św. Augustyna (do naszych czasów nie przetrwała rzeźba św. Hieronima).
Zachowany obraz ołtarzowy (310 × 208 cm) przedstawia mistyczną wizję św. Bernarda zwaną Lactatio Bernardi, która miała miejsce w kościele Saint Vorles w Châtillon-sur-Seine. Figura Marii z Dzieciątkiem ożyła i skropiła usta świętego mlekiem ze swojej piersi. Inspiracją malarza stał się fragment dziewiątego kazania św. Bernarda na temat biblijnej Pieśni nad Pieśniami, gdzie szczegółowo opisano cudowne zdarzenie. Miało ono symbolizować wlanie Łaski Bożej w duszę chrześcijanina. Przedstawiona scena rozgrywa się w nieokreślonej przestrzeni, poza konkretnym miejscem i czasem. Tworząc kompozycję malarz wykorzystał miedzioryt Gillesa Rousseleta według Antoona van Dycka Św. Antoni Padewski adorujący Matkę Boską z Dzieciątkiem. Świadczy o tym układ grupy Marii, Dzieciątka i Antoniego oraz motyw intymnej relacji między Dzieciątkiem i św. Antonim. Grupę postaci rozbudował Willmann o putta trzymające poszczególne narzędzia Męki Pańskiej oraz symbole odrzuconego przez świętego ziemskiego życia – rękawice i kości do gry.
Willmannowskie przedstawienie wizji św. Bernarda kopiowali m.in.: Gerard Angermeyer (Osek), Jan Krzysztof Liszka (Kamieniec Ząbkowicki), Georg Wilhelm Neunhertz (Jemielnica), Bernard Krause (Bardo), Christian Bentum (Trzebnica).
Zachował się olejny model ołtarzowego malowidła z Lubiąża (100 × 69 cm), który znajduje się obecnie w zbiorach Muzeum Narodowego we Wrocławiu. Przedstawiona na nim scena Lactatio Bernardi wiernie została powtórzona przez Willmanna w wielkoformatowym płótnie ołtarzowym. Pogrążony w modlitewnej ekstazie św. Bernard spija strużkę mleka z piersi karmiącej Marii. Dzieciątko Jezus błogosławi go z kolan Matki. Wirujące wokół aniołki unoszą narzędzia Męki Pańskiej, m.in.: krzyż, włócznię, gąbkę, kolumnę biczowania. U stóp Marii leżą korona cierniowa, gwoździe i młotek oraz kości do gry.